# 西岡久寿弥
西岡 久寿弥（にしおか くすや、1924年（大正13年）10月5日 - 2010年（平成22年）2月26日）は、日本の免疫学者である。

## 経歴・人物
三重県の生まれ。東京帝国大学（現在の東京大学）卒業後、国立がんセンター（現在の国立がん研究センター）に勤務しウイルス部長に就任する。1972年（昭和47年）には母校の東京大学教授となり、その後は東京都臨床医学総合研究所副所長を務めた。
同大学勤務中は免疫の重要な役割を果たす補体の研究に携わった事で一躍名を馳せる。また日本赤十字社中央血液センター副所長や世界保健機関ウイルス肝炎研究センターの所長等多くの医療機関の所長を務めた。2010年2月26日に膀胱癌のため死去。

## 著書
- 『エイズの現状と課題』